# Brongniartia atra
Brongniartia atra là một loài bọ cánh cứng trong họ Elateridae. Loài này được Leach miêu tả khoa học năm 1824. Chúng là loài duy nhất trong chi đơn loài Brongniartia, được đặt theo tên nhà tự nhiên học người Pháp Adolphe Brongniart.